# Gillis Ognies
Gillis Ognies (1581 - Kruishoutem, 1651) was een slachtoffer van de heksenvervolging in Europa. Hij werd op het galgenveld aan een staak gewurgd en in brand gestoken. Wat restte van zijn lichaam werd op een rad tentoongesteld. Zijn goederen werden verbeurdverklaard. Gillis was in de baronie Ayshove (Kruishoutem) op 2 september 1651 ter dood veroordeeld omdat hij de duivel aanbeden had. Hij was door de lucht naar vergaderingen gevlogen waar heksen onderling en met duivels 'vleselijke conversatie' pleegden. Hij had ook verscheidene personen en dieren betoverd.